# Кухня (сезон 2)
«Кухня» — российский комедийный сериал. Производство «Keystone Production» и «Yellow, Black and White» по заказу СТС. Сериал повествует о разных комичных и драматичных ситуациях внутри коллектива элитного ресторана французской кухни «Claude Monet» (Клод Моне), с 5 сезона — ресторана «Victor» (Виктор). Второй сезон транслировался с 25 марта по 25 апреля 2013 года на телеканале СТС, вышло 20 эпизодов.

## Сюжет
У ресторана появляется новая хозяйка — бывшая жена Дмитрия Нагиева, довольно стервозная особа, из-за которой у Виктора Петровича и Виктории Сергеевны появляется масса проблем. Тем временем личная жизнь Макса и Вики заходит в тупик, после того, как он предаёт её. Также в этом сезоне продолжаются отношения Кости и Насти. С неожиданной стороны развиваются отношения Виктора Петровича и Елены Павловны, которая является шеф-поваром ресторана-конкурента Arcobaleno. У Макса появляется новая возлюбленная — официантка Саша, однако у него не получается забыть Вику.

## Актёрский состав
- Марк Богатырёв — Максим Леонидович Лавров, главный герой сериала. Довольно харизматичный персонаж, легко добивающийся расположения женщин. Находчив и изобретателен, но в то же время легкомыслен и слабохарактерен, из-за чего часто попадает в сложные ситуации. Встречался с Викой, пока не переспал с официанткой Сашей, находясь в сильном алкогольном опьянении. Встречался с Сашей (22—37 серии), пока не появился Илья. В конце сезона бросил Сашу, так как всё ещё любил Вику.
- Дмитрий Назаров — Виктор Петрович Баринов, шеф-повар ресторана «Claude Monet». Обладатель чрезвычайно скверного характера. Имеет пристрастие к алкоголю и азартным играм. Страстный болельщик московского футбольного клуба «Спартак». Часто делает крупные букмекерские ставки, что обычно заканчивается его проигрышем, в связи с чем постоянно влезает в долги. В 29 серии перенёс микроинсульт и попадает в больницу.
- Елена Подкаминская — Виктория Сергеевна Гончарова, директор ресторана «Claude Monet». Уверенная в себе независимая женщина, талантливый руководитель. Встречалась с Максом, пока он не изменил ей с Сашей.
- Дмитрий Нагиев — Дмитрий Владимирович Нагиев, хозяин ресторана «Claude Monet». Успешный актёр и шоумен. Друг Виктора Петровича. До 44 серии был женат на Кристине.
- Виктор Хориняк — Константин Константинович Анисимов, бармен ресторана, парень официантки Насти. Приехал в Москву из Красноярска. Обладает простым добродушным характером. Не умеет врать, особенно Насте. Несмотря на привлекательную внешность, имеет проблемы в общении с девушками. В конце сезона сделал Насте предложение.
- Ольга Кузьмина — Анастасия Степановна Фомина, официантка ресторана, девушка Кости. Вегетарианка и защитница прав животных и бездомных. Несколько наивна, сентиментальна и романтична.
- Екатерина Кузнецова — Александра Бубнова, официантка, новая девушка Макса. Главная сплетница ресторана. Бывшая девушка Ильи. Приехала в Москву из Харькова. В конце сезона рассталась с Максом.
- Сергей Епишев — Лев Семёнович Соловьёв (Лёва), су-шеф ресторана. Живёт с мамой и шефом, а также страдает заиканием. Добрый и вежливый человек. Правая рука и хороший друг Виктора Петровича.
- Сергей Лавыгин — Арсений Андреевич Чуганин (Сеня), повар-универсал, специалист по мясу. Лучший друг Феди. Любит разыгрывать сотрудников, а его привычка воровать продукты с кухни (и не только) граничит с клептоманией. Приехал в Москву из Смоленска.
- Михаил Тарабукин — Фёдор Михайлович Юрченко (Федя), повар-универсал, специалист по рыбе. Лучший друг Сени. По поддельным документам гражданин Молдавии. Долгое время врал, что он бывший корабельный кок.
- Никита Тарасов — Луи Бенуа (Луи), повар-кондитер, француз из Прованса с нетрадиционной ориентацией. Любит болтать по телефону, при этом зачастую ссорится со своим возлюбленным из Франции.
- Марина Могилевская — Елена Павловна Соколова, шеф-повар московского ресторана фьюжн кухни Arcobaleno. Долгое время жила и работала в Индии. Есть сын Василий. В этом сезоне начала часто проводить время с Витей.
- Жаныл Асанбекова — Айнура Жаннатбековна Кененсарова, уборщица-посудомойка из Бишкека, столицы Киргизии. Работает без разрешения на работу уже несколько лет.
- Андрей Бурковский — Илья, официант, бывший парень Саши. Обещал на ней жениться, но, испугавшись, пропал на полгода. Потом вернулся в ресторан. Конфликтовал с Максом из-за Саши, пытаясь её вернуть.
- Мария Горбань — Кристина Семёновна Нагиева, некоторое время была владелицей ресторана. Бывшая жена Дмитрия Нагиева.
- Константин Чепурин — Родион Сергеевич Громов, бомж, долгое время живший во внутреннем дворе ресторана.
- Эльберд Агаев — Тимур Давидович, поставщик продуктов, старый знакомый Виктора Петровича Баринова.
- Елена Чернявская — Ангелина Ярославовна Смирнова, хостес ресторана Claude Monet.
- Юлия Такшина — Татьяна Сергеевна Гончарова, бывшая жена Виктора Петровича, мать Алисы, родная сестра Вики.
- Алиса Панченко — Алиса Викторовна Баринова, дочь Виктора Петровича и Татьяны, племянница Вики.
- Людмила Максакова — Вера Ивановна Соловьёва, мама Лёвы, врач-кардиолог.
- Александр Ильин — Степан Андреевич Фомин, отец Насти, хозяин колбасного завода в Подмосковье. Весьма опасный человек. В 1990-е годы отбывал тюремный срок. Очень любит Настю и старается ей помочь материально и морально, несмотря на то, что Настя не хочет жить на «кровавые» деньги отца.
- Татьяна Филатова — Галина Фомина, мать Насти.

### В эпизодах
- Заурбек Байцаев — Сослан, племянник Тимура.
- Кристина Чичерина — Виолетта, официантка ресторана Claude Monet.
- Михаил Сафронов — Игорь Валентинович, друг и бизнес-партнёр Дмитрия Нагиева. Хотел купить Claude Monet, ухаживал за Викой (21, 24).
- Натали Старынкевич — Вероника, гостья ресторана Claude Monet, постоянная клиентка Максима (23).
- Родион Юрин — Вольдемар Барани (Владимир Баранов), модный шеф-повар из Франции, устраивал мастер-класс в ресторане Claude Monet, раньше работал вместе с Шефом на одной кухне во Франции (24).
- Валентин Голубенко — банщик (26).
- Максим Емельянов — Василий Геннадьевич Соколов, сын Елены Павловны (29, 35–36).
- Александр Наумов — кредитор Шефа (30).
- Борис Шувалов — Альберт Игоревич, лечащий врач Шефа (31–34).
- Виктор Супрун — Николай, медбрат в больнице (31—34).
- Сергей Романович — Александр Сергеевич Рокоссовский (Алекс). Заменял Шефа, пока он лежал в больнице. Приставал к Виктории, при помощи Саши (из-за конфликта с Максом) был сдан в военкомат, от которого скрывался 4 года (32).
- Роман Сеньков — разносчик пиццы (33).
- Галина Стаханова — работница больницы (33).
- Михаил Руденко — Андрей Фёдорович, вегетарианец, гость ресторана (33).
- Дмитрий Гусев — Сергей Мастич, сержант полиции (33).
- Наталья Земцова — Натали, подруга Луи (37).
- Ирина Бразговка — Джаил Копыш, элитарный кинорежиссёр из Румынии (39).

Приглашённые знаменитости
- Вячеслав Малафеев с женой Екатериной Комяковой[2] — посетители ресторана «Claude Monet» (25).

## Описание серий
| № серии | Описание серии | Премьера       |
| ------- | --- | -------------- |
| 1 (21)  | Новый владелец «Claude Monet» запрещает Шефу употреблять алкоголь во время работы. Макс пытается извиниться перед Викой за измену, а Нагиев собирается развестись с женой. | 25 марта 2013  |
| 2 (22)  | Шеф пытается доказать преимущества французской кухни и отстоять Вику. Макс вынужден «налаживать» отношения с отцом Насти. Саша хочет быть рядом с Максом, но не только на правах друга. | 25 марта 2013  |
| 3 (23)  | Елена оказывает Шефу водительские услуги. Макс договаривается с Сашей о свободных отношениях. Федя спорит с Сеней, что сможет съесть кожаный ремень. | 26 марта 2013  |
| 4 (24)  | В ресторан «Claude Monet» с мастер-классом приезжает известный французский повар Вольдемар Барани. Макс соглашается лететь с Сашей на Кипр, но неожиданно для себя объясняется с Викой. Теперь ему предстоит отказаться от одной из девушек.                                                                                          | 27 марта 2013  |
| 5 (25)  | В гости к Шефу должен прийти лидер команды «Спартак». Макс не может сделать выбор между Викой и Сашей. Оказавшись в больнице, он надеется спокойно во всём разобраться, но, находясь там, Макс продолжает метаться «между двух огней».                                                                                                | 1 апреля 2013  |
| 6 (26)  | Макс переживает, что из-за своих косяков не может попасть в «особую команду Шефа». Он подстраивает совместный поход в баню и узнаёт, как в своё время косячили члены этой команды — Сеня, Федя и даже су-шеф. | 2 апреля 2013  |
| 7 (27)  | Очередной спор Шефа и Елены выливается в утренние пробежки. Но померяться им приходится не спортивными достижениями, а здоровьем. Настя приводит домой «постояльца» — бомжа Родиона Сергеевича. Макс и Костя не рады новому соседу и пытаются выжить его.                                                                             | 3 апреля 2013  |
| 8 (28)  | Шеф хочет пригласить Елену на свидание, но боится отказа. С лёгкой руки Макса он осваивает современные методы ухаживания. Чтобы помочь Насте помириться с отцом, Косте приходится поговорить с ним «по-мужски». | 4 апреля 2013  |
| 9 (29)  | Кристина пристаёт к Максу. Он пытается понять, чего боится больше — ревности Хозяина, или недовольства Хозяйки. Поведение влюблённого Шефа вызывает у поваров ложные подозрения. | 8 апреля 2013  |
| 10 (30) | Шеф лежит в больнице. Чтобы поддерживать репутацию ресторана, Сеню назначают «изображать» Виктора Петровича перед важными гостями. Среди прочих ему наносит визит кредитор Шефа, и теперь поддержка нужна самому Сене. Саша намерена переехать к Максу, а Макс — помешать ей в этом. Настя организует спасение деликатесной черепахи. | 9 апреля 2013  |
| 11 (31) | Врачи запрещают Шефу курить. Чтобы не отказываться от вредной привычки, он идёт на различные уловки. Саша и Настя с трудом уживаются в квартире Макса и Кости, и от этого страдают все четверо. Сеня и Федя затевают очередной спор, который перерастает в ссору, а су-шеф пытается восстановить на кухне «мир и дружбу».             | 10 апреля 2013 |
| 12 (32) | На замену заболевшего Шефа в ресторан приходит молодой повар Алекс. Макс помогает ему влиться в коллектив, но, узнав о планах нового шефа на Вику, «помогает» ему уйти. | 11 апреля 2013 |
| 13 (33) | Шеф сыт по горло больничной едой и готов на всё ради куска мяса. Макс готовит для вегетарианца, но опрометчиво оставляет блюдо без присмотра. Хозяин страдает от преследований журналиста и обращается за помощью к Сене с Федей. | 15 апреля 2013 |
| 14 (34) | Шеф получает в подарок от Елены путёвку в санаторий и «едет отдыхать». Макс озабочен тем, что в ресторан возвращается Илья — бывший официант и бывший парень Саши. | 16 апреля 2013 |
| 15 (35) | Шеф рассчитывает на продолжение свидания с Еленой. Осталось придумать, куда её для этого пригласить. Костя и Настя расширяют свои «любовные горизонты». Илья пытается вернуть Сашу. | 17 апреля 2013 |
| 16 (36) | Шеф знакомится с сыном Елены. Это происходит спонтанно и не слишком удачно. Елена ищет способ наладить отношения своих мальчиков. Макс вынашивает план мести интригану Илье, черпая вдохновение в восточной философии, но его победа одновременно оказывается поражением.                                                             | 18 апреля 2013 |
| 17 (37) | Макс хочет извиниться перед Ильёй и организует дома вечеринку. Пытаясь рассказать другу правду об измене Саши, Костя сам впутывается в клубок лжи. Луи на спор флиртует с девушкой и теперь не знает, как отделаться от её внимания. Шеф по настоянию Елены учится контролировать приступы гнева.                                     | 22 апреля 2013 |
| 18 (38) | Макс вызывается замещать су-шефа во время его отпуска. Помимо несвежих продуктов, незапланированных гостей и нетрезвых поваров его ждёт неожиданное предложение Шефа. Костя и родители Насти не на шутку встревожены странным звонком: таинственный незнакомец требует денег в обмен… на Настю.                                       | 23 апреля 2013 |
| 19 (39) | Из-за стычки Шефа и Вики между работниками кухни и зала начинается настоящая война. Макс вынужден сделать выбор в пользу одной из сторон. В ресторане появляется постоянная посетительница пенсионного возраста, которую интересует не только французская кухня. Хозяин готовится к встрече с именитым румынским режиссёром.          | 24 апреля 2013 |
| 20 (40) | Шеф отказывается переехать к Елене, опасаясь потерять свою независимость. Встреча с бывшей одноклассницей заставляет Настю задуматься о свадьбе. Макс тщетно пытается объясниться с Шефом. В итоге ему выпадает шанс проявить себя и остаться в коллективе, хотя и в новом амплуа.                                                    | 25 апреля 2013 |